# Саульба, Гончоме
Гончоме Саульба (фр. Gontchomé Sahoulba; 16 октября 1909, Французский Чад — 3 ноября 1963, Союз Республик Центральной Африки) — чадский политический и государственный деятель, премьер-министр Чада в 1959 году. Сенатор Франции.

## Биография
Вождь народности мунданга. В 1945 году основал Чадский демократический союз, первую африканскую политическую партию, консервативную по своим мировоззрениям и пользующуюся поддержкой колониальной администрации.
С 1951 по 1959 год был членом Сената Франции. Сыграл заметную роль во время деколонизации Чада.
С 11 февраля 1959 по 12 марта 1959 года занимал пост главы (премьер-министра) временного правительства Автономной Республики Чад (фр. République autonome du Tchad).